# Max Poepel
Max Poepel (* 21. Oktober 1896 in Aue; † 28. August 1966 ebenda) war von 1940 bis Ende 1944 stellvertretender und ab 1945 kommissarischer Oberbürgermeister von Aue in Sachsen. In dieser Funktion verhinderte er die Zerstörung der wichtigsten Brücken in der Industriestadt durch die deutsche Wehrmacht.

## Leben und Wirken
Poepel war der Sohn des Schmieds Albin Poepel. Mit 18 Jahren wurde Max Poepel Soldat im Ersten Weltkrieg, wo er den Führerschein erwarb und als Kraftfahrer arbeitete. Nach seiner Rückkehr in die Heimatstadt schloss er seine Ausbildung ab und wurde Schmiedemeister. Er übernahm schließlich die „Hufbeschlags- und Schmiedewerkstatt“ seines Vaters und entwickelte sie wegen der aufkommenden Motorisierung zu einer Autowerkstatt. In den 1930er-Jahren hatte er die Ford-Vertretung für Aue und Umgebung.
Zum 1. Februar 1931 trat er der NSDAP bei (Mitgliedsnummer 422.358) und 1933 dem NSKK bei. Wegen Meinungsverschiedenheiten mit der Leitung dieses Korps wurde er später ausgeschlossen. Im gleichen Zeitraum wurde Poepel in die Stadtverwaltung gewählt. Seit der Einberufung des Oberbürgermeisters Paul Geipel zur Wehrmacht 1940 oblagen Poepel die Amtsgeschäfte als Stellvertretender Bürgermeister, ab Januar 1945 war er kommissarischer Oberbürgermeister. Im Frühjahr 1945 erfuhr er, dass eine Einheit der amerikanischen Armee vom Westen her zur Stadt vordrang. Ein kurzfristig eingesetzter Kampfkommandeur der Wehrmacht, dem auch eine SS-Sturmeinheit unterstand, hatte getreu dem Führerbefehl zuvor veranlasst, dass Aue sich zur Verteidigung bereit machte. Dazu waren die wichtigsten Brücken mit Sprengladungen versehen und auf dem Bahnhofsgelände drei Zwillingsmaschinengewehre aufgestellt worden. In einer letzten Ratssitzung am 25. April 1945 wurde die aktuelle militärische Lage besprochen. Der Kampfkommandant berichtete über die geplanten Verteidigungsmaßnahmen und die Folgen einer Kapitulation; der Bürgermeister von Lößnitz, Rudolf Weber sei gerade erschossen worden, weil er die Stadt den Amerikanern kampflos übergeben hatte.
Trotz der angedrohten Zwangsmaßnahmen übernahm Poepel die Verantwortung für die Einwohner und die in der Stadt weilenden Flüchtlinge: Als er von der Weigerung des Leiters der Technischen Nothilfe hörte, die Sprengung der Brücken vorzunehmen, suchte Poepel bei Hauptmann Zind aus den Pioniertruppen einen Verbündeten. Dieser ließ sich durch eine persönliche Bürgschaft Poepels dazu bringen, statt der Brückensprengungen den Bau von Panzersperren bei der Divisionsleitung durchzusetzen. Innerhalb von vier Tagen wurden durch Mitglieder der Technischen Nothilfe zahlreiche Panzersperren mit Holzbalken und Steinen an wichtigen Auer Brücken errichtet. Am 4. Mai 1945 erreichte eine nur schwache amerikanische Panzerspähtruppe die Stadt Aue und nahm sie unter Umgehung der Panzersperren kampflos ein. Die Geschehnisse dieser Tage hielt Max Poepel in privaten Aufzeichnungen fest, die 1991 aufgefunden wurden und den Titel „Die letzten Tage des Dritten Reiches in Aue, wie ich sie als Stadtrat und stellvertretender Oberbürgermeister erlebte.“ tragen. Der komplette Text befindet sich im Kreisarchiv Aue, eine gekürzte Fassung wurde 1991 und 1992 in Fortsetzungen in der Tageszeitung  Freie Presse abgedruckt.
Die Amerikaner besetzten Aue nicht verwaltungsmäßig, trieben aber einige Kriegsabgaben von den Einwohnern ein, darunter Uhren, Ferngläser, Fotoapparate und Schmuck. Als die Rote Armee gemäß der Aufteilung der Besatzungsgebiete nach dem Vertrag von Jalta im Juni 1945 die Stadt von den Amerikanern übernahm, wurde Max Poepel trotz seiner Verdienste und der Fürsprache einiger Antifaschisten von der sowjetischen Besatzungsmacht verhaftet. Bis 1949 hielt man ihn in mehreren Speziallagern wie Torgau, Mühlberg und Buchenwald gefangen. 1950 kehrte Poepel nach Aue zurück, wo er seine Autowerkstatt wieder übernehmen konnte, die während seiner Abwesenheit durch den Meister Fritz Taut geleitet worden war. Die wichtigste Arbeit der Werkstatt bestand in der Reparatur vorhandener Autos, da es kaum Neuwagen gab. Poepel leitete diese Werkstatt bis zu seinem Tod im Jahr 1966.
Max Poepel war verheiratet mit Grete, geborene Schulz und hatte eine Tochter, Anneliese. Anneliese Poepel lernte unter dem strengen Regime ihres Vaters Automechaniker, legte die Gesellenprüfung ab und erwarb später den Meisterbrief. Sie heiratete Erich Schmutzler, der in einigen Räumen der Werkstatt seines Schwiegervaters Schnitt- und Stanzwerkzeuge herstellte. Nach Poepels Tod im Jahr 1966 ließ Schmutzler die Kfz-Werkstatt unter Leitung eines Angestellten zunächst weiterlaufen, betrieb selbst jedoch den Schnitt- und Stanzenbau. Als die selbstständigen Handwerksmeister durch die staatlichen Stellen Vorgaben über die Zahl der Angestellten bekamen, gab Erich Schmutzler die Autowerkstatt von Max Poepel 1969 schließlich vollständig auf.
Max Poepels Urne wurde in der Familiengrabstätte in Aue-Zelle beigesetzt. – Anneliese Schmutzler, geborene Poepel, starb im Jahr 2008.